# Seznam ministrů zahraničních věcí Francie

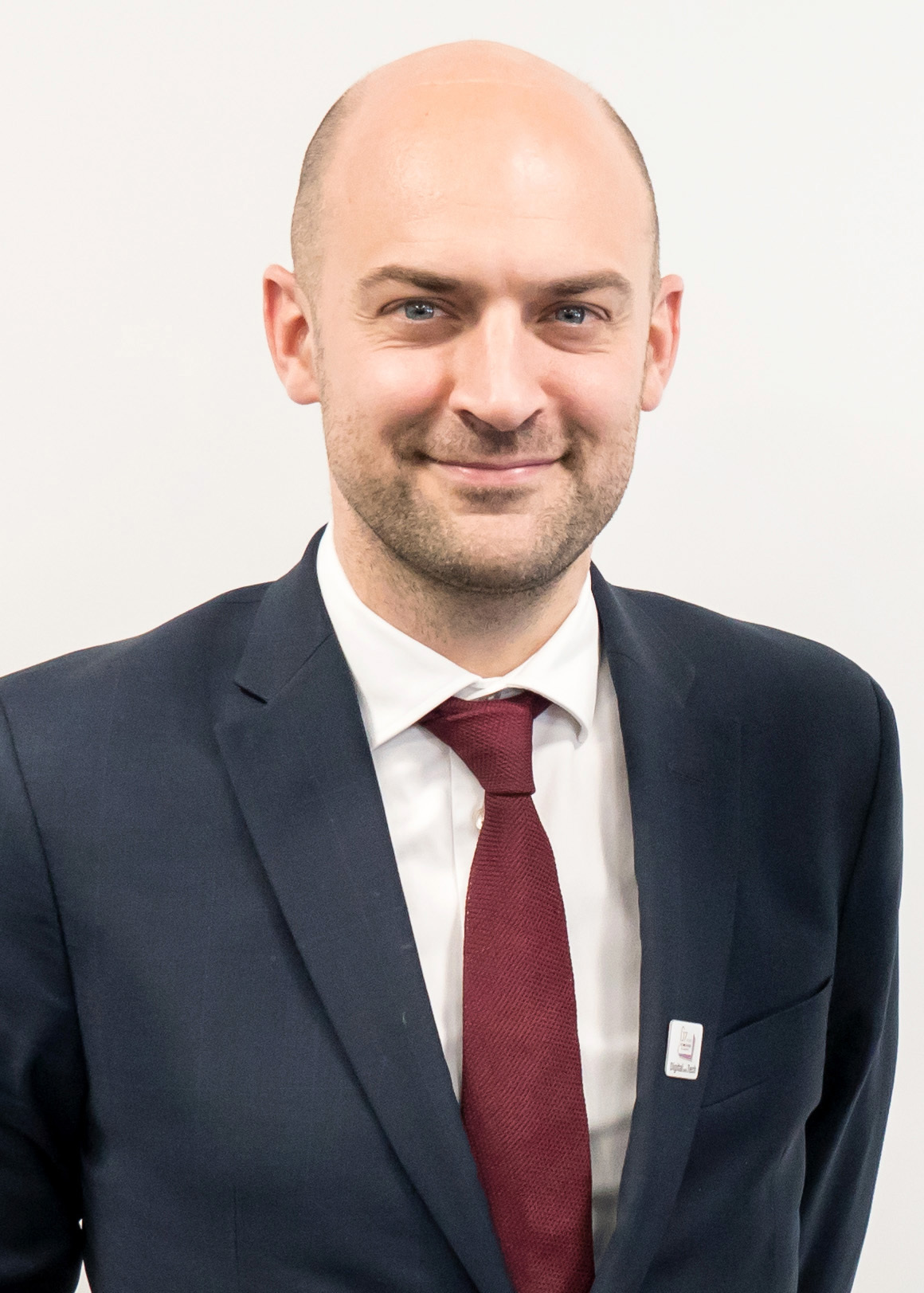
Jean-Noël Barrot

Seznam ministrů zahraničních věcí Francie od roku 1589.

## Starý režim
| ministr                                         | začátek funkčního období | konec funkčního období |
| ----------------------------------------------- | ------------------------ | ---------------------- |
| Louis de Revol                                  | 1. ledna 1589            | 17. září 1594          |
| Nicolas de Neufville, seigneur de Villeroy      | 30. prosince 1594        | 9. srpna 1616          |
| Armand Jean du Plessis, vévoda de Richelieu     | 30. listopadu 1616       | 24. dubna 1617         |
| Pierre Brûlart                                  | 24. dubna 1617           | 11. března 1626        |
| Raymond Phélypeaux d’Herbault                   | 11. března 1626          | 2. května 1629         |
| Claude Bouthillier                              | 2. května 1629           | 18. března 1632        |
| Léon Bouthillier, comte de Chavigny             | 18. března 1632          | 23. června 1643        |
| Henri-srpnae de Loménie                         | 23. června 1643          | 3. dubna 1663          |
| Hugues de Lionne                                | 3. dubna 1663            | 1. září 1671           |
| Simon Arnauld de Pomponne                       | 1. září 1671             | 18. listopadu 1679     |
| Charles Colbert, markýz de Croissy              | 12. února 1680           | 28. července 1696      |
| Jean-Baptiste Colbert, markýz de Torcy          | 28. července 1696        | 22. září 1715          |
| Nicolas Chalon du Blé                           | 23. září 1715            | 1. září 1718           |
| Guillaume Dubois                                | 24. září 1718            | 10. srpna 1723         |
| Charles Fleuriau, hrabě de Morville             | 16. srpna 1723           | 19. srpna 1727         |
| Germain Louis Chauvelin                         | 23. srpna 1727           | 20. února 1737         |
| Jean-Jacques Amelot de Chaillou                 | 22. února 1737           | 26. dubna 1744         |
| Adrien Maurice vévoda de Noailles               | 26. dubna 1744           | 19. listopadu 1744     |
| René-Louis de Voyer, markýz d'Argenson          | 19. listopadu 1744       | 10. ledna 1747         |
| Louis Philogène Brûlart de Sillery              | 27. ledna 1747           | 9. září 1751           |
| François Dominique de Barberie                  | 11. září 1751            | 24. července 1754      |
| Antoine Louis Rouillé                           | 24. července 1754        | 28. června 1757        |
| François Joachim de Pierre de Bernis            | 28. června 1757          | 9. října 1758          |
| Étienne François de Choiseul                    | 3. prosince 1758         | 13. října 1761         |
| César Gabriel de Choiseul, vévoda de Praslin    | 13. října 1761           | 10. dubna 1766         |
| Étienne François, vévoda de Choiseul            | 10. dubna 1766           | 24. prosince 1770      |
| Louis Phélypeaux, hrabě de Saint-Florentin      | 24. prosince 1770        | 6. června 1771         |
| Emmanuel Armand de Vignerot, vévoda d'Aiguillon | 6. června 1771           | 2. června 1774         |
| Henri Léonard Bertin, hrabě de Bourdeville      | 2. června 1774           | 21. července 1774      |
| Charles Gravier, hrabě de Vergennes             | 21. července 1774        | 13. února 1787         |
| Armand Marc de Montmorin Saint-Hérem            | 14. února 1787           | 13. července 1789      |
| Paul François de Quelen de La Vauguyon          | 13. července 1789        | 16. července 1789      |
| Armand Marc de Montmorin Saint-Hérem            | 16. července 1789        | 29. listopadu 1791     |

## Revoluce
| ministr                                | začátek funkčního období | konec funkčního období |
| -------------------------------------- | ------------------------ | ---------------------- |
| Claude Antoine de Valdec de Lessart    | 29. listopadu 1791       | 15. března 1792        |
| Charles-François Dumouriez             | 15. března 1792          | 13. června 1792        |
| Pierre-Paul de Méredieu                | 13. června 1792          | 18. června 1792        |
| Scipion Victor, marquis de Chambonas   | 18. června 1792          | 23. července 1792      |
| François Joseph de Gratet              | 23. července 1792        | 1. srpna 1792          |
| Claude Bigot de Sainte-Croix           | 1. srpna 1792            | 10. srpna 1792         |
| Pierre Henri Hélène Marie Lebrun-Tondu | 10. srpna 1792           | 21. června 1793        |
| François Louis Michel Chemin Deforgues | 21. června 1793          | 2. dubna 1794          |
| Jean Marie Claude Alexandre Goujon     | 5. dubna 1794            | 8. dubna 1794          |
| Martial Joseph Armand Herman           | 8. dubna 1794            | 20. dubna 1794         |
| neobsazeno                             | 20. dubna 1794           | 3. listopadu 1795      |
| Charles-François Delacroix             | 3. listopadu 1795        | 15. července 1797      |
| Charles-Maurice de Talleyrand-Périgord | 15. července 1797        | 20. července 1799      |

## První republika a první císařství
| ministr                                   | začátek funkčního období | konec funkčního období |
| ----------------------------------------- | ------------------------ | ---------------------- |
| Karl Friedrich Reinhard                   | 20. července 1799        | 22. listopadu 1799     |
| Charles-Maurice de Talleyrand-Périgord    | 22. listopadu 1799       | 9. srpna 1807          |
| Jean-Baptiste Nompère de Champagny        | 9. srpna 1807            | 17. dubna 1811         |
| Hugues-Bernard Maret                      | 17. dubna 1811           | 20. listopadu 1813     |
| Armand de Caulaincourt, vévoda de Vicence | 20. listopadu 1813       | 1. dubna 1814          |

## Restaurace
| ministr                                                   | začátek funkčního období | konec funkčního období |
| --------------------------------------------------------- | ------------------------ | ---------------------- |
| Antoine de Laforêt                                        | 3. dubna 1814            | 13. května 1814        |
| Charles-Maurice de Talleyrand-Périgord                    | 13. května 1814          | 20. března 1815        |
| Armand de Caulaincourt, vévoda de Vicence                 | 20. března 1815          | 22. června 1815        |
| Louis Pierre Édouard Bignon                               | 22. června 1815          | 7. července 1815       |
| Charles-Maurice de Talleyrand-Périgord                    | 9. července 1815         | 26. září 1815          |
| Armand Emmanuel du Plessis, vévoda de Richelieu           | 26. září 1815            | 29. prosince 1818      |
| Jean Joseph Paul srpnain Dessoles                         | 29. prosince 1818        | 19. listopadu 1819     |
| Étienne-Denis Pasquier                                    | 19. listopadu 1819       | 14. prosince 1821      |
| Mathieu de Montmorency-Laval                              | 14. prosince 1821        | 28. prosince 1822      |
| François-René de Chateaubriand                            | 28. prosince 1822        | 4. srpna 1824          |
| Ange Hyacinthe Maxence de Damas                           | 4. srpna 1824            | 4. ledna 1828          |
| Pierre-Louis-srpnae Ferron                                | 4. ledna 1828            | 24. dubna 1829         |
| Anne Adrien Pierre de Montmorency-Laval                   | 24. dubna 1829           | 14. května 1829        |
| Joseph-Marie Portalis                                     | 14. května 1829          | 8. srpna 1829          |
| Jules de Polignac                                         | 8. srpna 1829            | 29. července 1830      |
| Victor-Louis-Victurnien de Rochechouart, duc de Mortemart | 29. července 1830        | 29. července 1830      |
| Louis Pierre Édouard Bignon                               | 31. července 1830        | 1. srpna 1830          |
| Jean-Baptiste hrabě Jourdan                               | 1. srpna 1830            | 11. srpna 1830         |

## Červencová monarchie
| ministr                          | začátek funkčního období | konec funkčního období |
| -------------------------------- | ------------------------ | ---------------------- |
| Louis-Mathieu Molé               | 11. srpna 1830           | 2. listopadu 1830      |
| Nicolas Joseph markýz de Maison  | 2. listopadu 1830        | 17. listopadu 1830     |
| Horace François hrabě Sébastiani | 17. listopadu 1830       | 11. října 1832         |
| Victor, duc de Broglie           | 11. října 1832           | 4. dubna 1834          |
| Henri Gauthier de Rigny          | 4. dubna 1834            | 10. listopadu 1834     |
| Charles-Joseph Bresson           | 10. listopadu 1834       | 18. listopadu 1834     |
| Henri Gauthier de Rigny          | 18. listopadu 1834       | 12. března 1835        |
| Victor, duc de Broglie           | 12. března 1835          | 22. února 1836         |
| Adolphe Thiers                   | 22. února 1836           | 6. září 1836           |
| Louis-Mathieu Molé               | 6. září 1836             | 31. března 1839        |
| Louis Napoléon Lannes            | 31. března 1839          | 12. května 1839        |
| Nicolas Jean-de-Dieu Soult       | 12. května 1839          | 1. března 1840         |
| Adolphe Thiers                   | 1. března 1840           | 29. října 1840         |
| François Guizot                  | 29. října 1840           | 23. února 1848         |

## Druhá republika
| ministr                                | začátek funkčního období | konec funkčního období |
| -------------------------------------- | ------------------------ | ---------------------- |
| Alphonse de Lamartine                  | 24. února 1848           | 11. května 1848        |
| Jules Bastide                          | 11. května 1848          | 29. června 1848        |
| Marie-Alphonse Bedeau                  | 29. června 1848          | 17. července 1848      |
| Jules Bastide                          | 17. července 1848        | 20. prosince 1848      |
| Édouard Drouyn de Lhuys                | 20. prosince 1848        | 2. června 1849         |
| Alexis de Tocqueville                  | 2. června 1849           | 31. října 1849         |
| Alphonse de Rayneval                   | 31. října 1849           | 17. listopadu 1849     |
| Jean Ernest Ducos de Lahitte           | 17. listopadu 1849       | 9. ledna 1851          |
| Édouard Drouyn de Lhuys                | 9. ledna 1851            | 24. ledna 1851         |
| Anatole Brénier de Renaudière          | 24. ledna 1851           | 10. dubna 1851         |
| Jules Baroche                          | 10. dubna 1851           | 26. října 1851         |
| Louis Félix Étienne, marquis de Turgot | 26. října 1851           | 28. července 1852      |

## Druhé císařství
| ministr                             | začátek funkčního období | konec funkčního období |
| ----------------------------------- | ------------------------ | ---------------------- |
| Édouard Drouyn de Lhuys             | 28. července 1852        | 7. května 1855         |
| Alexandre Colonna-Walewski          | 7. května 1855           | 4. ledna 1860          |
| Jules Baroche                       | 4. ledna 1860            | 24. ledna 1860         |
| Édouard Thouvenel                   | 24. ledna 1860           | 15. října 1862         |
| Édouard Drouyn de Lhuys             | 15. října 1862           | 1. září 1866           |
| Charles de La Valette               | 1. září 1866             | 2. října 1866          |
| Lionel de Moustier                  | 2. října 1866            | 17. prosince 1868      |
| Charles de La Valette               | 17. prosince 1868        | 17. července 1869      |
| Henri, prince de La Tour d'Auvergne | 17. července 1869        | 2. ledna 1870          |
| Napoléon Daru                       | 2. ledna 1870            | 14. dubna 1870         |
| Émile Ollivier                      | 14. dubna 1870           | 15. května 1870        |
| Antoine Alfred Agénor de Gramont    | 15. května 1870          | 10. srpna 1870         |
| Henri, prince de La Tour d'Auvergne | 10. srpna 1870           | 4. září 1870           |

## Třetí republika
| ministr                        | začátek funkčního období | konec funkčního období |
| ------------------------------ | ------------------------ | ---------------------- |
| Jules Favre                    | 4. září 1870             | 2. srpna 1871          |
| Charles de Rémusat             | 2. srpna 1871            | 25. května 1873        |
| Albert de Broglie              | 25. května 1873          | 26. listopadu 1873     |
| Louis Decazes                  | 29. listopadu 1873       | 23. listopadu 1877     |
| Gaston de Banneville           | 23. listopadu 1877       | 13. prosince 1877      |
| William Henry Waddington       | 13. prosince 1877        | 28. prosince 1879      |
| Charles de Freycinet           | 28. prosince 1879        | 23. září 1880          |
| Jules Barthélemy-Saint-Hilaire | 23. září 1880            | 14. listopadu 1881     |
| Léon Gambetta                  | 14. listopadu 1881       | 30. ledna 1882         |
| Charles de Freycinet           | 30. ledna 1882           | 7. srpna 1882          |
| Charles Duclerc                | 7. srpna 1882            | 29. ledna 1883         |
| Armand Fallières               | 29. ledna 1883           | 21. února 1883         |
| Paul Challemel-Lacour          | 21. února 1883           | 20. listopadu 1883     |
| Jules Ferry                    | 20. listopadu 1883       | 6. dubna 1885          |
| Charles de Freycinet           | 6. dubna 1885            | 11. prosince 1886      |
| Émile Flourens                 | 11. prosince 1886        | 3. dubna 1888          |
| René Goblet                    | 3. dubna 1888            | 22. února 1889         |
| Eugène Spuller                 | 22. února 1889           | 17. března 1890        |
| Alexandre Ribot                | 17. března 1890          | 11. ledna 1893         |
| Jules Develle                  | 11. ledna 1893           | 3. prosince 1893       |
| Jean Casimir-Perier            | 3. prosince 1893         | 30. května 1894        |
| Gabriel Hanotaux               | 30. května 1894          | 1. listopadu 1895      |
| Marcellin Berthelot            | 1. listopadu 1895        | 28. března 1896        |
| Léon Bourgeois                 | 28. března 1896          | 29. dubna 1896         |
| Gabriel Hanotaux               | 29. dubna 1896           | 28. června 1898        |
| Théophile Delcassé             | 28. června 1898          | 6. června 1905         |
| Maurice Rouvier                | 6. června 1905           | 13. března 1906        |
| Léon Bourgeois                 | 14. března 1906          | 25. října 1906         |
| Stéphen Pichon                 | 25. října 1906           | 2. března 1911         |
| Jean Cruppi                    | 2. března 1911           | 27. června 1911        |
| Justin de Selves               | 27. června 1911          | 9. ledna 1912          |
| Raymond Poincaré               | 14. ledna 1912           | 22. ledna 1913         |
| Charles Jonnart                | 22. ledna 1913           | 22. března 1913        |
| Stéphen Pichon                 | 22. března 1913          | 9. prosince 1913       |
| Gaston Doumergue               | 9. prosince 1913         | 9. června 1914         |
| Léon Bourgeois                 | 9. června 1914           | 13. června 1914        |
| René Viviani                   | 13. června 1914          | 3. srpna 1914          |
| Gaston Doumergue               | 3. srpna 1914            | 26. srpna 1914         |
| Théophile Delcassé             | 26. srpna 1914           | 13. října 1915         |
| René Viviani                   | 13. října 1915           | 29. října 1915         |
| Aristide Briand                | 29. října 1915           | 20. března 1917        |
| Alexandre Ribot                | 20. března 1917          | 23. října 1917         |
| Louis Barthou                  | 23. října 1917           | 16. listopadu 1917     |
| Stéphen Pichon                 | 16. listopadu 1917       | 20. ledna 1920         |
| Alexandre Millerand            | 20. ledna 1920           | 24. září 1920          |
| Georges Leygues                | 24. září 1920            | 16. ledna 1921         |
| Aristide Briand                | 16. ledna 1921           | 15. ledna 1922         |
| Raymond Poincaré               | 15. ledna 1922           | 9. června 1924         |
| Edmond Lefebvre du Prey        | 9. června 1924           | 14. června 1924        |
| Édouard Herriot                | 14. června 1924          | 17. dubna 1925         |
| Aristide Briand                | 17. dubna 1925           | 19. července 1926      |
| Édouard Herriot                | 19. července 1926        | 23. července 1926      |
| Aristide Briand                | 23. července 1926        | 14. ledna 1932         |
| Pierre Laval                   | 14. ledna 1932           | 20. února 1932         |
| André Tardieu                  | 20. února 1932           | 3. června 1932         |
| Édouard Herriot                | 3. června 1932           | 18. prosince 1932      |
| Joseph Paul-Boncour            | 18. prosince 1932        | 30. ledna 1934         |
| Édouard Daladier               | 30. ledna 1934           | 9. února 1934          |
| Louis Barthou                  | 9. února 1934            | 9. října 1934          |
| Pierre Laval                   | 13. října 1934           | 24. ledna 1936         |
| Pierre-Étienne Flandin         | 24. ledna 1936           | 4. června 1936         |
| Yvon Delbos                    | 4. června 1936           | 13. března 1938        |
| Joseph Paul-Boncour            | 13. března 1938          | 10. dubna 1938         |
| Georges Bonnet                 | 10. dubna 1938           | 13. září 1939          |
| Édouard Daladier               | 13. září 1939            | 21. března 1940        |
| Paul Reynaud                   | 21. března 1940          | 18. května 1940        |
| Édouard Daladier               | 18. května 1940          | 5. června 1940         |
| Paul Reynaud                   | 5. června 1940           | 16. června 1940        |
| Paul Baudoin                   | 16. června 1940          | 28. října 1940         |
| Pierre Laval                   | 28. října 1940           | 13. prosince 1940      |
| Pierre-Étienne Flandin         | 13. prosince 1940        | 9. února 1941          |
| François Darlan                | 10. února 1941           | 18. dubna 1942         |
| Pierre Laval                   | 18. dubna 1942           | 20. srpna 1944         |
| Vláda ve Vichy                 |                          |                        |
| Maurice Dejean                 | 24. září 1941            | 17. října 1942         |
| René Pleven                    | 17. října 1942           | 5. února 1943          |
| René Massigli                  | 5. února 1943            | 10. září 1944          |

## Čtvrtá republika
| ministr              | začátek funkčního období | konec funkčního období |
| -------------------- | ------------------------ | ---------------------- |
| Georges Bidault      | 10. září 1944            | 16. prosince 1946      |
| Léon Blum            | 16. prosince 1946        | 22. ledna 1947         |
| Georges Bidault      | 22. ledna 1947           | 26. července 1948      |
| Robert Schuman       | 26. července 1948        | 8. ledna 1953          |
| Georges Bidault      | 8. ledna 1953            | 19. června 1954        |
| Pierre Mendès-France | 19. června 1954          | 20. ledna 1955         |
| Edgar Faure          | 20. ledna 1955           | 23. února 1955         |
| Antoine Pinay        | 23. února 1955           | 1. února 1956          |
| Christian Pineau     | 1. února 1956            | 14. května 1958        |
| René Pleven          | 14. května 1958          | 1. června 1958         |

## Pátá republika
| ministr                   | začátek funkčního období | konec funkčního období |
| ------------------------- | ------------------------ | ---------------------- |
| Maurice Couve de Murville | 1. června 1958           | 30. května 1968        |
| Michel Debré              | 30. května 1968          | 22. června 1969        |
| Maurice Schumann          | 22. června 1969          | 15. března 1973        |
| André Bettencourt         | 15. března 1973          | 4. dubna 1973          |
| Michel Jobert             | 4. dubna 1973            | 28. května 1974        |
| Jean Sauvagnargues        | 28. května 1974          | 27. srpna 1976         |
| Louis de Guiringaud       | 27. srpna 1976           | 29. listopadu 1978     |
| Jean François-Poncet      | 29. listopadu 1978       | 22. května 1981        |
| Claude Cheysson           | 22. května 1981          | 7. prosince 1984       |
| Roland Dumas              | 7. prosince 1984         | 20. března 1986        |
| Jean-Bernard Raimond      | 20. března 1986          | 12. května 1988        |
| Roland Dumas              | 12. května 1988          | 29. března 1993        |
| Alain Juppé               | 29. března 1993          | 18. května 1995        |
| Hervé de Charette         | 18. května 1995          | 4. června 1997         |
| Hubert Védrine            | 4. června 1997           | 7. května 2002         |
| Dominique de Villepin     | 7. května 2002           | 31. března 2004        |
| Michel Barnier            | 31. března 2004          | 2. června 2005         |
| Philippe Douste-Blazy     | 2. června 2005           | 18. května 2007        |
| Bernard Kouchner          | 18. května 2007          | 14. listopadu 2010     |
| Michèle Alliot-Marie      | 14. listopadu 2010       | 27. února 2011         |
| Alain Juppé               | 27. února 2011           | 15. května 2012        |
| Laurent Fabius            | 16. května 2012          | 11. února 2016         |
| Jean-Marc Ayrault         | 11. února 2016           | 17. května 2017        |
| Jean-Yves Le Drian        | 17. května 2017          | 20. května 2022        |
| Catherine Colonna         | 20. května 2022          | 11. ledna 2024         |
| Stéphane Séjourné         | 11. ledna 2024           | 21. září 2024          |
| Jean-Noël Barrot          | 21. září 2024            |                        |